# Stenaspidius enigmaticus
Stenaspidius enigmaticus är en skalbaggsart som beskrevs av Henry Fuller Howden 1992. Stenaspidius enigmaticus ingår i släktet Stenaspidius och familjen Bolboceratidae. Inga underarter finns listade i Catalogue of Life.